# AfterEllen und AfterElton
AfterEllen und AfterElton sind von Sarah Warn 2002 und 2005 gegründete englischsprachige Websites, die über lesbische, respektive schwule sowie bisexuelle reale und fiktionale Personen in der Unterhaltungsbranche und in den Medien berichten. AfterEllen gilt als die größte Website für LGBT-Frauen.

## Inhalte
Angeboten werden Nachrichten über sowie Besprechungen und Analysen von Filmen, Fernsehsendungen, Musik, Büchern und Theaterstücken mit schwulen respektive lesbischen und bisexuellen Charakteren (LGB). Weiters werden Nachrichten über und Interviews mit LGB-Prominenten angeboten. Es gibt fortlaufende Kolumnen und mehrere Blogs sind in das Angebot eingebunden. Auf AfterEllen gibt es auch verschiedene Vlogs.
Im Gegensatz zu einigen anderen ähnlichen Seiten werden keine Themen gebracht, die nicht irgendeinen direkten Bezug zur lesbisch-schwulen Welt haben. So gibt es beispielsweise keine Besprechung der letzten Madonna-CD, nur weil sie eine Schwulenikone ist, ebenso keine Besprechungen der Bücher oder Sendungen von Martha Stewart; und mit Johnny Depp gebe es nur ein Interview, wenn er eine schwule Rolle spielen würde.

## Geschichte
AfterEllen.com („nach Ellen“) wurde im April 2002 von Sarah Warn gegründet. Benannt wurde die Site nach Ellen DeGeneres, deren mediales Coming-out im Jahre 1997, welches gleichzeitig durch den von ihr verkörperten Sitcom-Charakter vollzogen wurde, als ein Meilenstein in der US-amerikanischen Lesbenbewegung gesehen wird. Im Jahre 2005 wurde sie zur größten lesbischen Website mit damals zirka 400.000 Unique Visits und war noch immer Hobby der Gründerin.
Im Jahre 2004 gründete Sarah Warn zusammen mit Lori Grant die Firma Erosion Media, LLC. Im Januar 2005 starteten sie nach oftmaligen Wunsch das schwule Ebenbild AfterElton.com („nach Elton“). Benannt ist sie nach Elton John, der sich 1973 als bisexuell „wie jeder Mensch“ und nach seiner Scheidung 1988 als „comfortable being“ gay outete, was als einer der kleinen Meilensteine in der britischen Schwulenbewegung angesehen wird. Im Juni 2006 wurden beide Sites an Logo verkauft, der Teil des MTV-Netzwerkes ist. Gleichzeitig übernahm Logo das schwul-lesbische Nachrichtenportal 365Gay.com und stellte es 2010 ein.
2008 erreichte AfterEllen 700.000 Unique Visits pro Monat. Im selben Jahr wurde sie im britischen Observer unter The world's 50 most powerful blogs gelistet für ihre Größe und ihren „unehrerbietigen Blick, wie die lesbische Community in den Medien repräsentiert wird.“